# استدلال از راه سنگ
استدلال از راه سنگ (به لاتین: Argumentum ad lapidem) نوعی مغالطه است و زمانی روی می‌دهد که شخص پس از مطرح کردن مدّعای خود، سخنی می‌گوید که رابطهٔ آن مدّعا با استدلال‌های موافق و مخالف را قطع می‌کند و خود را از بیان دلیل و برهان بی‌نیاز می‌نماید. در استدلال از راه سنگ، در حقیقت برای مدّعا استدلالی مطرح نمی‌شود و از سوی دیگر، شخص با ارتکاب مغالطه اجازه نمی‌دهد مدّعای مورد نظر نقد شود. به‌ عبارت‌ دیگر، این مغالطه باعث می‌شود راه استدلال موافق و مخالف برای یک مدّعا بسته شود.
شکل صوری مغالطهٔ استدلال از راه سنگ چنین است:
(شخص الف می‌گوید P) + (می‌توان به طریقی P را نادیده گرفت)،
پس: (P کاذب است.)

## مثال‌ها
- من دستگاهی را اختراع کرد‌ه‌ام که با آن می‌توان انواع باکتری‌ها را مشاهده کرد.

امّا این غیرممکن است.
چرا؟
زیرا با عقل جور در نمی‌آید.
- کتاب‌های دکتر «الف» مصداق کتاب‌های ضالّه‌اند و هیچ مطلب درستی ندارند.

- می‌گویند که دکتر جانسون در ردّ نظریهٔ بارکلی (بودن مساوی است با مدرکیت)، پایش را به سنگی زد و گفت: «این ردّ سخن بارکلی است!»

- این سخنان بسیار شبیه سخنان فراماسون‌هاست و نباید به آن اعتنا کرد.

- یافته‌های جدید علمی با عقاید و سنن ما جور درنمی‌آید. پس نیازی به مطرح کردن آن‌ها نیست.